# ماواتوپولا
ماواتوپولا (به لاتین: Mawatupola) یک منطقهٔ مسکونی در سری‌لانکا است که در استان مرکزی (سری‌لانکا) واقع شده‌است.